# Matrice semi-simple
En algèbre linéaire, la notion de matrice semi-simple constitue une généralisation de la notion de matrice diagonalisable. Elle permet de discriminer deux types d'obstruction à la diagonalisabilité : d'une part les obstructions liées à l'arithmétique du corps de coefficients dans lequel la matrice est considérée, et d'autre part les obstructions qui demeurent indépendantes de ce corps.
Une matrice A à coefficients dans un corps commutatif K est dite semi-simple sur K si tout sous-espace stable par A possède un supplémentaire stable par A. 

## Résultats généraux
La semi-simplicité se caractérise à l'aide du polynôme minimal de la matrice considérée : une matrice à coefficients dans K est semi-simple si et seulement si son polynôme minimal est sans facteur carré (c'est-à-dire qu'il n'admet aucun diviseur qui soit le carré d'un autre polynôme) dans K[X].
En particulier, dans le cas où toutes les racines du polynôme minimal de A appartiennent à K, ceci se particularise en : A est semi-simple si et seulement si elle est diagonalisable.
Si le corps des coefficients a la propriété d'être parfait (par exemple tout corps fini, ou tout corps de caractéristique nulle comme le corps des nombres rationnels ou le corps des nombres réels), c'est-à-dire que tous les polynômes irréductibles à coefficients dans ce corps n'ont que des racines simples dans une clôture algébrique de ce corps, la caractérisation peut s'écrire : une matrice est semi-simple si et seulement si elle est diagonalisable dans une clôture algébrique du corps.

## Un exemple dans un corps non parfait
Les définitions et résultats qui précèdent peuvent dépendre du corps K dans lequel on se place.
Voici un exemple quelque peu pathologique, qui permet d'observer certaines subtilités.
Soit F2 le corps à deux éléments, et soit K = F2(Y), le corps des fractions rationnelles sur F2. Définissons la matrice
Le polynôme caractéristique de cette matrice est χA(Z) = Z2 – Y, qui n'a pas de racine dans K car Y n'est pas un carré dans K, puisque sa valuation est impaire. Ceci montre que la matrice A n'a pas de valeur propre dans K. Elle est donc semi-simple sur K.
On considère maintenant l'extension quadratique L = K[X]/(Y – X2), corps de décomposition de χA.
Sur L, χA(Z) = Z2 – X2 = (Z – X)2 n'est plus irréductible, et A a comme valeur propre double X. Si A était diagonalisable, elle serait semblable à la matrice scalaire XI, donc égale à cette matrice. Mais on constate que A n'est pas une matrice scalaire. Elle n'est donc pas diagonalisable et donc pas semi-simple sur L.

## Référence
Jean-Marie Arnaudiès et José Bertin, Groupes, algèbres et géométrie, Ellipses, 1993